# Sixième problème de Hilbert

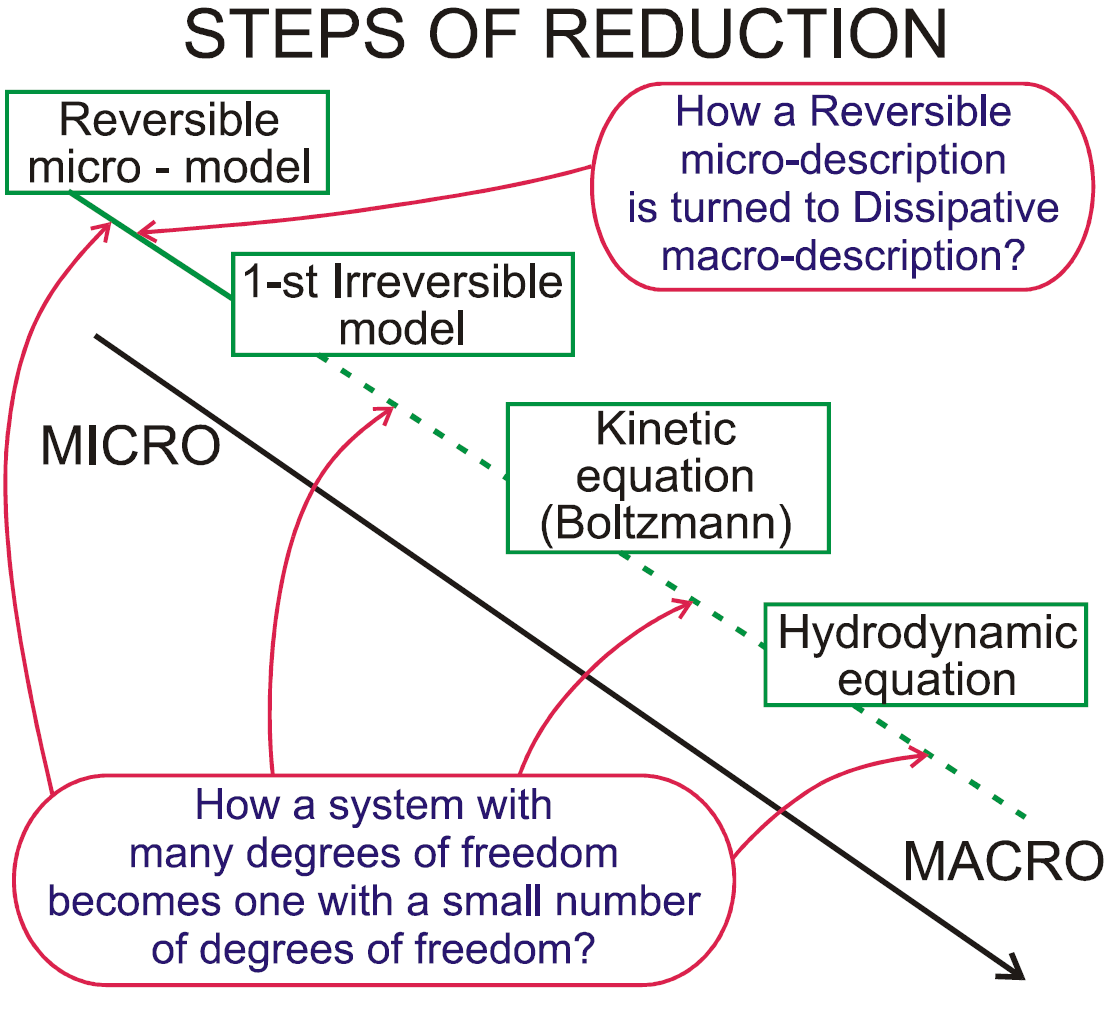
Escaliers de réduction du modèle de la dynamique microscopique à la dynamique macroscopique du continuum.

Le sixième problème de Hilbert est d'axiomatiser les branches de la  physique dans lesquelles les mathématiques prévalent. Il apparaît dans la liste bien connue des problèmes que Hilbert présenta en 1900. Sa formulation explicite en français est :

« 6. Traitement mathématique des axiomes en physique. Les investigations sur les fondements de la géométrie suggèrent le problème : Traiter de la même manière, au moyen d'axiomes, les sciences physiques dans lesquelles les mathématiques jouent déjà aujourd'hui un rôle important ; au premier rang figurent la théorie des probabilités et la mécanique. »

Hilbert donna l'explication suivante au sujet de ce problème et de ses possibles formes :

« En ce qui concerne les axiomes de la théorie des probabilités, il me semble désirable que les investigations logiques soient accompagnées d'un développement rigoureux et satisfaisant de la méthode des accroissements finis en physique mathématique, en particulier en théorie cinétique des gaz. […] Les travaux de Boltzmann sur les principes de la mécanique suggèrent le problème de développer mathématiquement les processus limitatifs, juste esquissés, qui mènent de la vision atomiste aux lois du mouvement du continu. »

## Histoire
David Hilbert a lui-même consacré une partie de ses recherches au sixième problème ; en particulier, il travailla sur les domaines de la physique qui apparurent après qu'il eut formulé ce problème.
Dans les années 1910, la mécanique céleste évolua en relativité générale. Hilbert et son assistante Emmy Noether correspondirent intensivement avec Albert Einstein sur la formulation de la théorie.
Dans les années 1920, la mécanique des systèmes microscopiques évolua en mécanique quantique. Hilbert, en collaboration avec John von Neumann, Lothar Nordheim et Eugene Wigner, travailla aux bases axiomatiques de la mécanique quantique (voir Espace de Hilbert). Simultanément mais indépendamment, Dirac formula la mécanique quantique d'une manière proche d'un système axiomatique, comme le fit aussi Hermann Weyl avec l'aide d'Erwin Schrödinger.
Dans les années 1930, la théorie des probabilités fut fondée sur une base axiomatique par Andreï Kolmogorov, grâce à la théorie de la mesure.
Depuis les années 1960, à la suite des travaux d'Arthur Wightman et de Rudolf Haag, la théorie quantique des champs peut également être considérée comme proche d'une description axiomatique.
Dans les années 1990-2000, le problème des « processus limitatifs […] qui mènent de la vision atomiste aux lois du mouvement du continu » a été abordé par beaucoup de groupes de mathématiciens. Les principaux résultats récents ont été résumés par Laure Saint-Raymond, Marshall Slemrod, Alexander N. Gorban et Ilya Karlin.

## Statut
Actuellement, il y a deux théories fondamentales de la physique : le modèle standard de la physique des particules et la relativité générale. Plusieurs parties de ces théories ont été posées sur des bases axiomatiques. Cependant, la physique dans son ensemble ne l'a pas été, et en fait le modèle standard n'est même pas logiquement cohérent avec la relativité générale, ce qui indique la nécessité d'une théorie de la gravitation quantique encore inconnue. Le sixième problème de Hilbert est donc toujours ouvert.